# Franja de Arizona

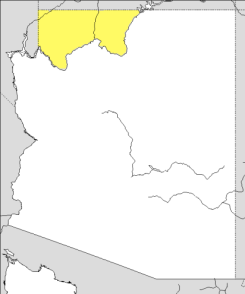
Franja de Arizona

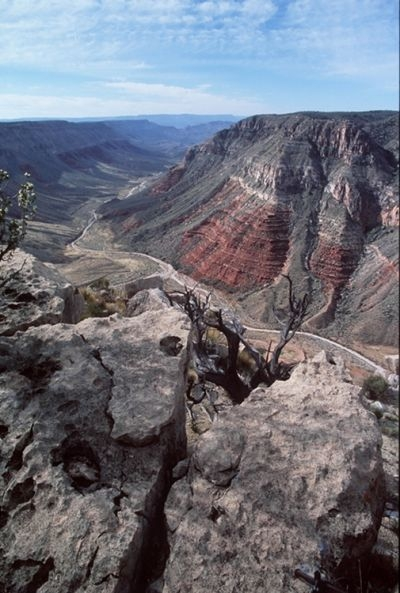
El Gran Cañón en la Franja de Arizona

La Franja de Arizona (conocido en inglés como el "Arizona Strip") es una parte del estado estadounidense de Arizona, situado al norte del río Colorado. La dificultad de cruzar el Gran Cañón hace que esta región tiene mucho más vínculos naturales con el sur de Utah y Nevada que con el resto de Arizona. 